# Yedoma
Yedoma (Yedoma / ˈjɛdimə / (en russe : едома) désigne un type de pergélisol formé durant le Pléistocène. Ce sont des dépôts gelés de manière syngénétique, composés de grains fins (limons) et de beaucoup d'eau gelée (50 à 90 % de glace d'eau en volume). Ils se sont formés durant le Pléistocène supérieur ; ils contiennent une quantité significative (2 % environ de carbone en masse) de matière organique. Ils sont spécifiques de la région dite Béringie qui s'étend sur les terres émergées de la ceinture préiarctique. Cette partie de la cryosphère est plus précisément spécifique des basses-terres des régions froides de l'Est de la Sibérie (nord de la Yakoutie notamment), ainsi que d'une grande partie de l'Alaska et du Yukon au Canada.
La couche de yedoma est une roche sédimentaire plus qu'un véritable sol ; elle atteint plusieurs dizaines de mètres d'épaisseur dans de nombreuses régions froides.

## Synonymes
« Yedoma » est un nom sibérien, on parle aussi de « muck » en Amérique du Nord et parfois de « complexe de glace » ('Ice Complex' pour les anglophones).

## Formation, paysages

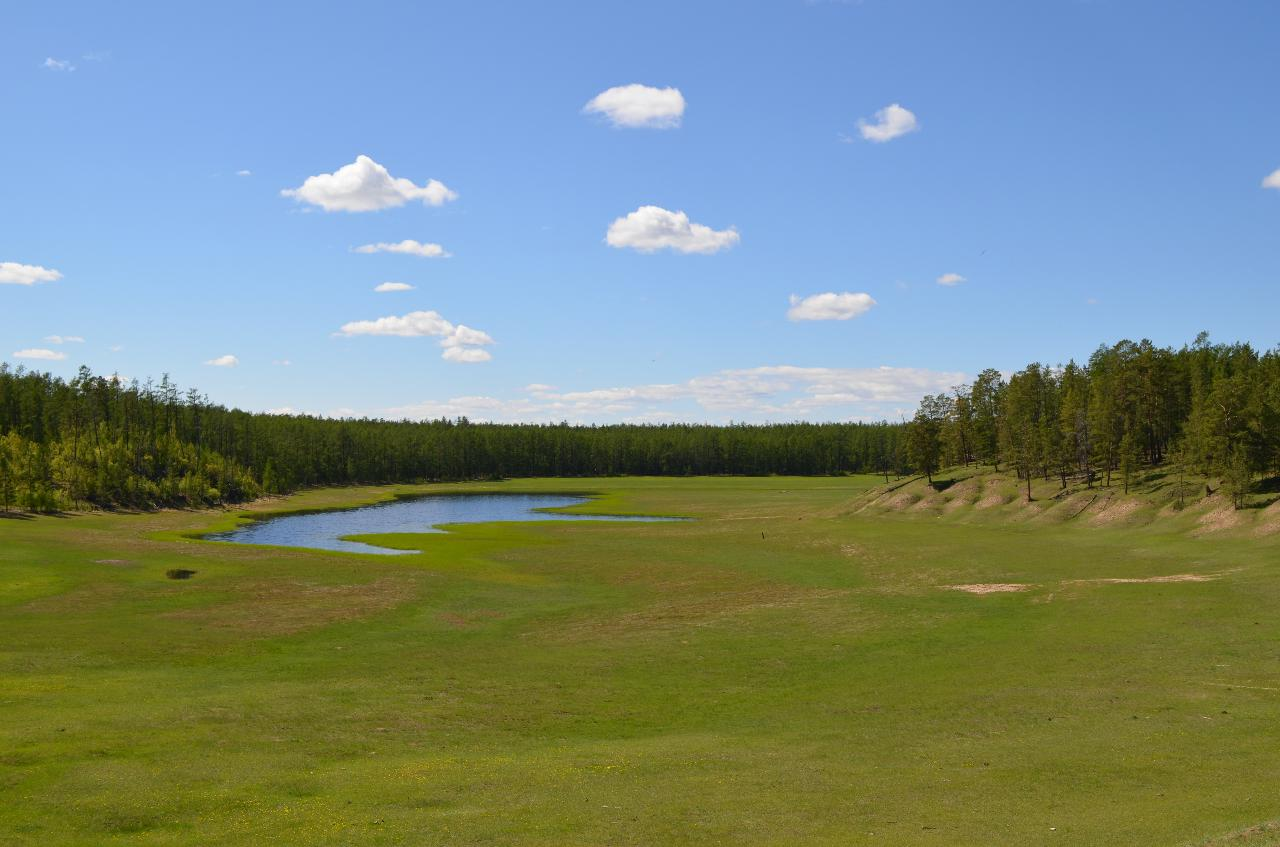
Elas dans un paysage de Yakutie reposant sur du yedoma (République Sakha), dans le Nord-Est de la Sibérie.

Les yedoma sont des milieux extrêmes qui ne se forment que dans des conditions particulières, que l'on trouve généralement :
- dans les plaines de régions très froides (anciennes steppes à Mammouths) ;
- sur des étendues de terres à pergélisol avec des collines et où des réseaux polygonaux de coins de glace sont présents ;
- dans certains reliefs stables aux zones d'accumulation mal drainées ;
- en zone de climat continental très froid et sévèrement arides (conditions qui entraînent une faible couverture végétale, et des processus d'altération périglaciaires intenses) ;
- à proximité de sources de sédiments (ex. : chaînes de montagnes basses et leurs contreforts).

Le paysage des régions de Yedoma est composé de plaines glaciaires et de collines avec des dépressions peu profondes appelées Elas.

## Spécificités
La quantité de carbone piégée dans ce type de pergélisol est bien plus importante qu'on ne le pensait au XXe siècle ; il pourrait être d'environ 210 à 450 Gt (soit un multiple de la quantité totale de carbone rejetée dans l'air chaque année par la combustion de tous les combustibles fossiles).
Une grande partie de ce carbone est piégée sous forme de méthane dans les clathrates, qui le libèrent quand le pergélisol fond. Le dégel du yedoma est une source importante de méthane atmosphérique (environ 4 Tg par an).

## Localisation, quantités
Les régions de yedoma s'étendent actuellement sur plus d'un million de kilomètres carrés, du nord-est de la Sibérie à l'Alaska en passant par le Canada.

## Histoire (origine) et prospective
Lors du dernier maximum glaciaire, le niveau mondial de la mer était de 120 mètres plus bas qu'aujourd'hui. Des dépôts de type yedoma couvraient des zones substantielles des plateaux continentaux exposés du nord-est de l'Eurasie.
Grâce aux nombreux fossiles bien conservés dans le pergélisol, le paléoenvironnement pléistocène a pu être reconstitué. , et il s'est en grande partie formé sous un environnement steppique cryoxérique (très sec et très froid) où la flore était riche en graminoïdes et en plantes fourragères, entretenue par une population dense de mégafaune herbivore.
À la fin de la dernière période glaciaire (transition Pléistocène-Holocène, le dégel du yedoma et les lacs thermokarstiques pourraient avoir produit 33 à 87 % de l'augmentation de la concentration de méthane atmosphérique aux hautes latitudes, contribuant au réchauffement rapide de l'époque (le méthane étant un puissant gaz à effet de serre).

## Enjeu climatique
Divers scientifiques, dont Sergueï Zimov en Russie ont alerté sur l'importance critique du pergélisol et les lacs thermokarst dans le cycle global du carbone, et en particulier sur le rôle du méthane (gaz qui n'a vraiment été abordé par le GIEC de manière poussée que dans son sixième rapport d'évaluation (publié en trois étapes d'août 2021 à septembre 2022). 
Sergueï Zimov et d'autres considèrent que le méthane piégé dans les clathrates du pergélisol est une bombe climatique ; il représente plus de 1 000 milliards de tonnes de carbone (ses calculs ont conduit à doubler les estimations précédentes et il les a porté à 1 600 milliards de tonnes depuis) stockés dans le pergélisol circumpolaire. « C'est le territoire le plus dangereux au monde en termes de changement climatique » déclarait Zimov en 2018.